# 1994-es labdarúgó-világbajnokság (döntő)
Az 1994-es labdarúgó-világbajnokság döntőjét a pasadenai Rose Bowl stadionban rendezték, amely 1994. július 17-én helyi idő szerint 12 óra 30 perckor kezdődött. A mérkőzés győztese nyerte a 15. labdarúgó-világbajnokságot. A mérkőzés két résztvevője az egyaránt korábbi háromszoros világbajnok Brazília és Olaszország volt, tehát mindkét csapat a negyedik világbajnoki címéért játszott. A mérkőzést tizenegyesekkel Brazília nyerte. A találkozó játékvezetője Puhl Sándor volt.

## Történelmi érdekességek
A két csapat korábban háromszor nyert vb-t, így a helyzet némiképp hasonló volt az 1970-es döntőhöz, amikor ugyanez a két válogatott – akkor még kétszeres világbajnokként – küzdött a harmadik vb-címért és a Rimet-kupáért.
A világbajnokságok történetében először fordult elő, hogy egy gól nélküli mérkőzésen, tizenegyesekkel dőljön el a világbajnoki cím sorsa. Brazília a sportág történetében először lett négyszeres világbajnok.

## Út a döntőig

### Eredmények
| Csapat      | M | Gy | D | V | G+ | G– | Gk | P |
| ----------- | - | -- | - | - | -- | -- | -- | - |
| Brazília    | 3 | 2  | 1 | 0 | 6  | 1  | +5 | 7 |
| Svédország  | 3 | 1  | 2 | 0 | 6  | 4  | +2 | 5 |
| Oroszország | 3 | 1  | 0 | 2 | 7  | 6  | +1 | 3 |
| Kamerun     | 3 | 0  | 1 | 2 | 3  | 11 | -8 | 1 |

| Csapat      | M | Gy | D | V | G+ | G– | Gk | P |
| ----------- | - | -- | - | - | -- | -- | -- | - |
| Mexikó      | 3 | 1  | 1 | 1 | 3  | 3  | 0  | 4 |
| Írország    | 3 | 1  | 1 | 1 | 2  | 2  | 0  | 4 |
| Olaszország | 3 | 1  | 1 | 1 | 2  | 2  | 0  | 4 |
| Norvégia    | 3 | 1  | 1 | 1 | 1  | 1  | 0  | 4 |

## A mérkőzés
| 1994. július 17. 12:30 (21:30) |

| Brazília                           | 0–0 (h. u.) | Olaszország                              |
| ---------------------------------- | ----------- | ---------------------------------------- |
|                                    | Jegyzőkönyv |                                          |
| Büntetőpárbaj                      |             |                                          |
| Márcio Santos Romário Branco Dunga | 3–2         | Baresi Albertini Evani Massaro R. Baggio |

| Rose Bowl, Pasadena Nézőszám: 94 194 Játékvezető: Puhl Sándor (magyar) |

| Brazília | Olaszország |

| KA                      | 1  | Cláudio Taffarel |     |      |
| JV                      | 2  | Jorginho         |     | 21'  |
| KV                      | 13 | Aldair           |     |      |
| KV                      | 15 | Márcio Santos    |     |      |
| BV                      | 6  | Branco           |     |      |
| VKP                     | 5  | Mauro Silva      |     |      |
| VKP                     | 8  | Dunga            |     |      |
| TKP                     | 17 | Mazinho          | 4'  |      |
| TKP                     | 9  | Zinho            |     | 106' |
| KCS                     | 11 | Romário          |     |      |
| KCS                     | 7  | Bebeto           |     |      |
| Cserék:                 |    |                  |     |      |
| V                       | 14 | Cafu             | 87' | 21'  |
| CS                      | 21 | Viola            |     | 106' |
| Szövetségi kapitány:    |    |                  |     |      |
| Carlos Alberto Parreira |    |                  |     |      |

| KA                   | 1  | Gianluca Pagliuca  |     |     |
| JV                   | 8  | Roberto Mussi      |     | 35' |
| KV                   | 6  | Franco Baresi      |     |     |
| KV                   | 5  | Paolo Maldini      |     |     |
| BV                   | 3  | Antonio Benarrivo  |     |     |
| JKP                  | 14 | Nicola Berti       |     |     |
| KKP                  | 13 | Dino Baggio        |     | 95' |
| KKP                  | 11 | Demetrio Albertini | 42' |     |
| BKP                  | 16 | Roberto Donadoni   |     |     |
| KCS                  | 10 | Roberto Baggio     |     |     |
| KCS                  | 19 | Daniele Massaro    |     |     |
| Cserék:              |    |                    |     |     |
| V                    | 2  | Luigi Apolloni     | 41' | 35' |
| KP                   | 17 | Alberigo Evani     |     | 95' |
| Szövetségi kapitány: |    |                    |     |     |
| Arrigo Sacchi        |    |                    |     |     |

| Asszisztensek: Venancio Zárate (paraguayi) Mohammad Fanáji (iráni) Negyedik játékvezető: Francisco Lamolina (argentin) |

| Az 1994-es labdarúgó-világbajnokság győztese |
| -------------------------------------------- |
| · Brazília · 4. cím                          |

## Külső hivatkozások
- FIFA.com, World Cup 1994 Archiválva 2010. május 28-i dátummal a Wayback Machine-ben